# Dislàlia
La dislàlia és la dificultat permanent o transitòria per a la pronunciació correcta de determinats fonemes, causada per malformació o lesió de l'aparell exterior de la parla (llengua, llavis, dents, laringe). Quan la pertorbació de la parla és total, se'n diu alàlia. La correcció de la dislàlia no és sempre quirúrgica.
Etimològicament, el terme prové del grec i està format per dos morfemes: δυσ (dis, dificultat o anomalia) i λαλεῖν, (lalein, parlar). S'ha utilitzat el terme "dislàlia" (Perelló, 1987; Pascual, 1988) per referir-se a trastorns d'articulació dels fonemes o grups de fonemes; com a incapacitat productiva per formar-los correctament. També s'ha definit (Aguado, 1999) com a trastorn d'articulació, amb alteració específica i constant d'un o diversos sons (distorsió, substitució, omissió), i absència d'influències en i d'altres fonemes adjacents o propers.
Cal tenir en compte altres casos en què hi ha problemes en la percepció i el reconeixement dels sons que també motiven algun error de selecció i combinació de fonemes a l'hora de formar paraules. Així en un quadre de dislàlia s'observen problemes per articular determinats sons fonètics i/o per seleccionar-los i combinar-los al formar paraules.
La dislàlia, igual que la disàrtria, la disglòsia i la disfèmia o tartamudeig són uns tipus de trastorns del llenguatge anomenats trastorns de la parla.